# Caupona

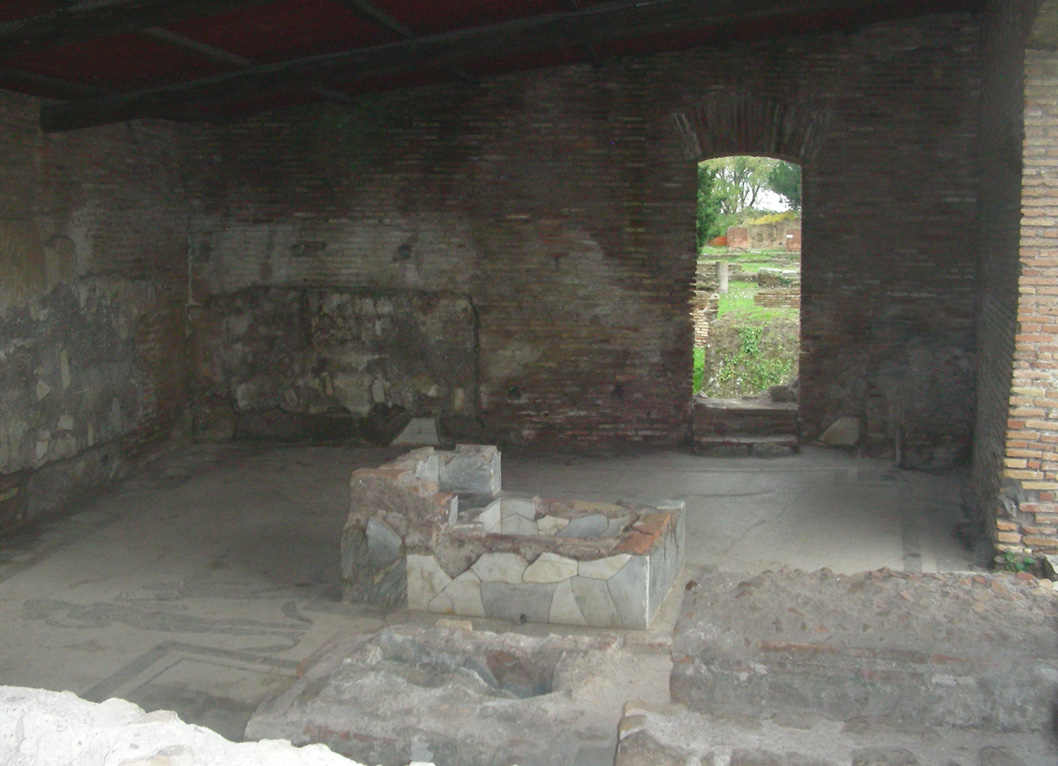
La caupona d'Alexandre, a Òstia

Una caupona (mot llatí; en plural, cauponae) era un allotjament per a viatgers a l'antiga Roma, situat en zones rurals. També s'utilitzava aquest terme per referir-se a botigues on se servia vi i menjar ja llest per ser consumit, o llocs d'entreteniment i esbarjo. El caupo era la persona encarregada de la caupona. Generalment aquests negocis estaven dedicats a viatgers de pocs recursos, però a Grècia hi havia cauponae que van allotjar ambaixadors.

## Funcions

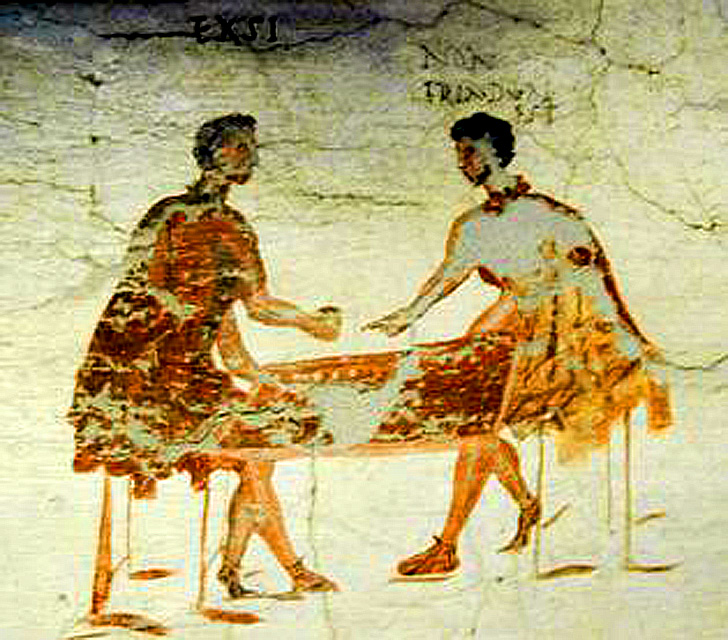
Decoració en la Caupona de Salvius a Pompeia, representant clients jugant.

La principal funció d'una caupona era oferir beguda i menjar ràpid a canvi de diners a gent que estava de pas en una població i no tenia gaire temps. Allà es podien trobar diferents anyades de vi i es podien prendre drets a la barra o comprar una quantitat per emportar. Aquests establiments també oferien embotits i conserves en sal per menjar allà mateix. Una altra funció era oferir llit per si algun viatger havia de passar la nit, però la majoria preferien fer-ho a la xarxa de mansions, que estaven construïdes a la vora dels camins, ja que eren de més qualitat i, a diferència d'una caupona que era un negoci privat, estaven a càrrec de l'estat.
En una inscripció trobada a Pompeia s'ha trobat la informació sobre els preus : un as per beure vi senzill, dos asos per un vi de millor qualitat, quatre per un got de falern, el de més renom. La majoria de les caupones tenien una sala o un jardí on s'oferien entreteniments als clients, com ara exhibicions de ballarines o jocs de taula.
Algunes cauponae van degenerar en bordells i, per això, les autoritats romanes van tractar sense gaire èxit de prohibir-les o regular-les.

## Termes derivats

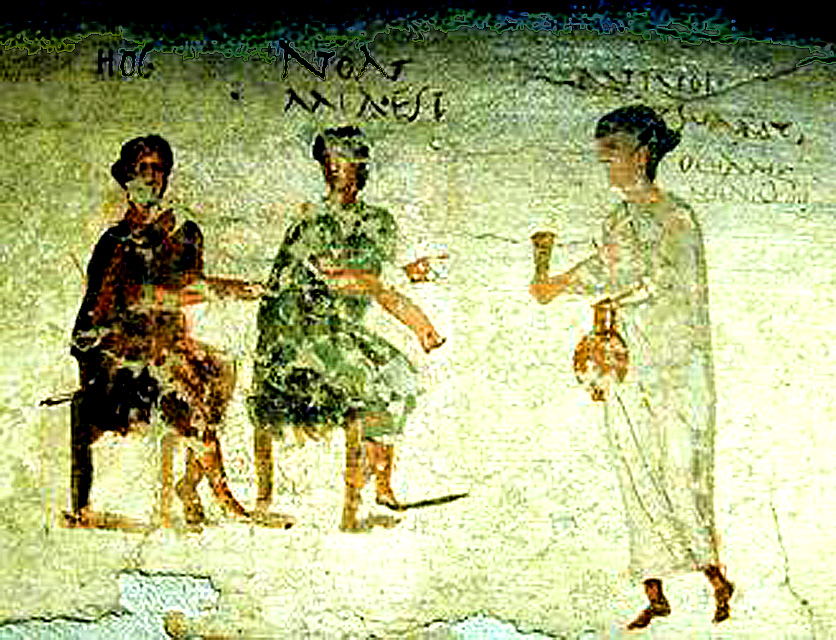
Un caupo servint beguda.

De caupona, sorgeixen tres paraules relacionades:
- El caupo, el cambrer que servia als clients i que també feia de mosso de quadres, cuidant dels animals de transport que portaven els clients.
- El cauponius, l'amo i responsable del local.
- La cauponula, un vi fluix, potser aigualit.

## Establiments semblants
A l'antiga Grècia aquest establiment s'anomenava πανδοκεῖον (pandokeíon) i servia d'allotjament per a ambaixadors i altres visitants. A més, amb la proliferació de festes i celebracions en diferents localitats de Grècia, es feia indispensable proveir d'infraestructura d'allotjament les localitats on tenien lloc, i també en aquelles que es trobaven tot al llarg de les grans vies de trànsit.
A Roma també es van utilitzar els termes taberna, taberna diversoria o diversorium per referir-se a establiments on se servia beguda i s'oferia diversió i allotjament de mala qualitat; d'aquesta denominació prové el mot actual taverna. No s'han de confondre amb les popina, un terme que es podria traduir per «restaurants» i que no tenien habitacions per a hostes.

## La caupona de Creis
La descoberta a Creis (França), d'una caupona gal·loromana datada al segle iii ha aportat molta informació sobre aquest tipus d'establiments. Les restes es van trobar durant les excavacions fetes per construir un tram de ferrocarril d'alta velocitat, el TGV del Mediterrani.

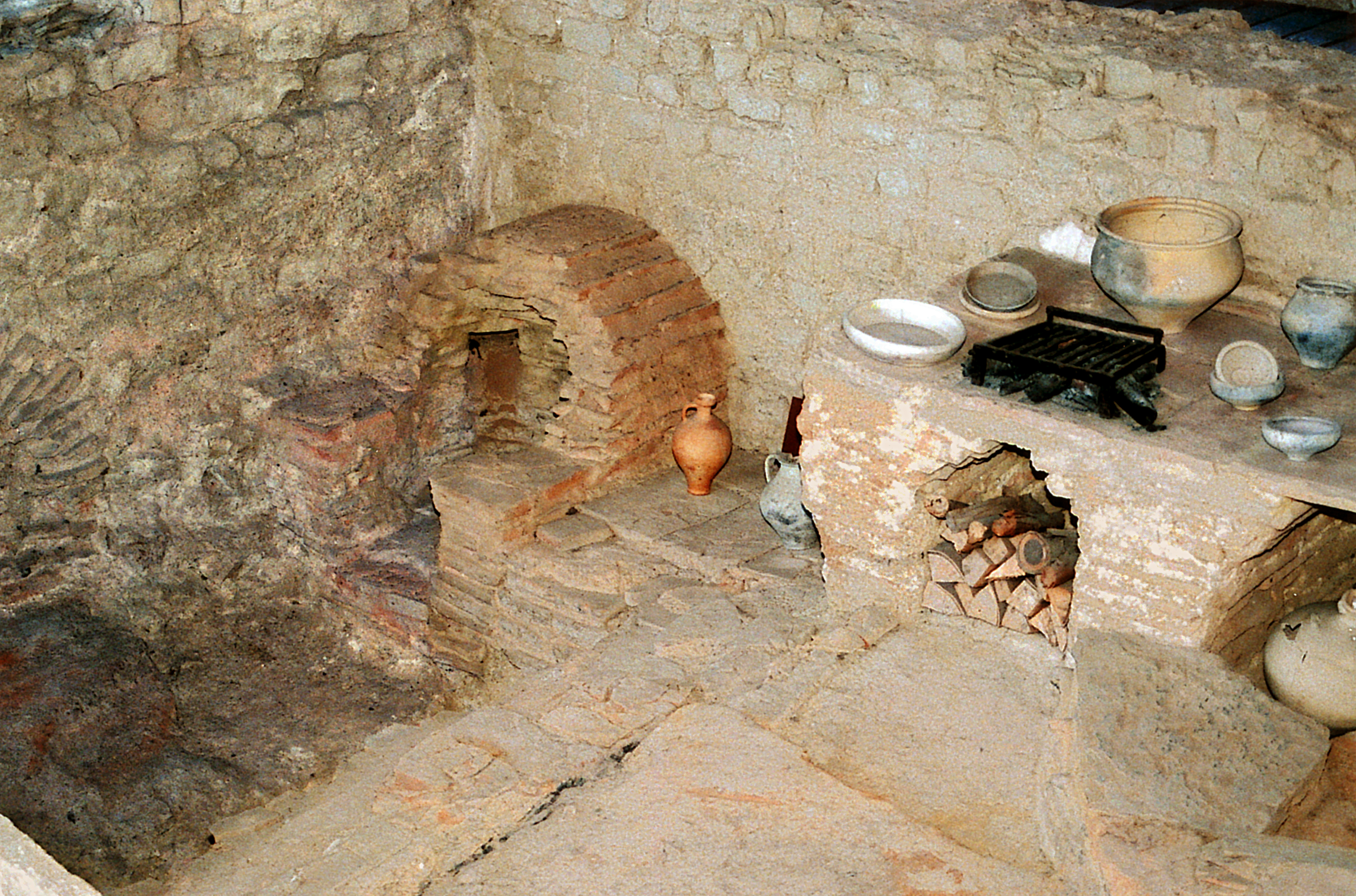
Reconstrucció de la cuina d'una capona rural.

Un equip d'arqueòlegs sota la direcció de Véronique Bastard, va posar al descobert les restes d'un edifici quadrangular 264 m². La façana sud estava precedida per dos casetes unides per una pèrgola. L'una servia com a llenyera i l'altra per desar les eines de llaurar. Amb la unió d'aquestes estructures quedava un pati central. L'accés principal de l'alberg estava situat a l'est i s'accedia a ell a través d'un camí que connectava amb la via romana. A l'oest, una obertura menava a un lucus (bosc sagrat) on s'hi han trobat ofrenes monetàries.
L'interior de la caupona estava subdividit en sis sales organitzades a l'entorn d'una habitació central de 54 m², la qual estava a un nivell diferent, un entresòl. En ell hi havia una llar de foc que tant servia per cuinar els aliments com per escalfar a l'hivern. Contra les seves parets hi havia diversos aparadors i un gran cofre on desaven les provisions d'aliments. Com que l'entresòl estava una mica per damunt del nivell del terra, això permetia emmagatzemar a sota aliments que s'havien de consumir a llarg termini, per exemple cereals o llegums. S'han pogut identificar restes de: llentilles, faves, remolatxa, ordi, pomes, nous i avellanes.
De la cuina s'accedia a una sala allargada, el menjador, la qual va poder ser identificada per la gran quantitat de fragments ceràmica del que havien estat plats i altres recipients 2. Es va trobar que la teulada s'havia modificat, probablement en adaptar l'edifici que anteriorment a la seva funció com a alberg només havia estat una granja. Les noves teules eren amb revora per acoblar (tegulae) i altres amb canal (imbrices). Els elements de fusta (portes, finestres, sostre) reposaven sobre els murs fets de maons de fang (tova) seguint els models de construcció de Vitruvi. Tot el pis era de terra batuda, el pati estava pavimentat amb petits còdols i el camí recobert de grava.